# Donald Henderson
Donald Ainslie Henderson (Lakewood (Ohio), 7 de setembro de 1928 – Baltimore, 19 de agosto de 2016) foi um médico epidemiologista estadunidense. Henderson dirigiu por 10 anos o esforço internacional que erradicou a varíola em todo o mundo. Ele também lançou programas internacionais de vacinação infantil. De 1977 a 1990, foi deão da Escola de Saúde Pública Johns Hopkins.